# Ferdynand (pan Serpa)
Ferdynand (ur. po 1217, zm. ok. 1243) – infant portugalski, syn króla Portugalii Alfonsa II i Urraki Kastylijskiej, córki Alfonsa VIII, króla Kastylii.

## Życiorys
Niedługo po urodzeniu nadano mu tytuł Pana Serpa.
Poślubił Sanchę Fernández de Lara, córkę Fernando Núñez de Lara, pana Jerez, i Maior Garcéz de Aza. Małżonkowie byli dalekimi potomkami Karola Wielkiego. Związek był bezdzietny, lecz Ferdynand miał nieślubnego syna, z nieznaną kobietą, Dom Sancha Fernandesa de Serpa, który jest prawdopodobnie przodkiem rodu Serpa.